# US Open 2011/Herrendoppel-Rollstuhl
Das Herrendoppel (Rollstuhl) der US Open 2011 war ein Rollstuhltenniswettbewerb in New York City und fand vom 8. bis zum 11. September statt.
Vorjahressieger waren Maikel Scheffers und Ronald Vink. 

## Setzliste
| Nr. | Paarung                        | Erreichte Runde |
| --- | ------------------------------ | --------------- |
| 01. | Maikel Scheffers Ronald Vink   | Finale          |
| 02. | Stéphane Houdet Nicolas Peifer | Sieg            |

## Hauptrunde
Zeichenerklärung
- Q = Qualifikant
- WC = Wildcard
- LL = Lucky Loser
- ITF = qualifiziert über ITF-Ranking
- ALT = alternate (Ersatz)
- PR = Protected Ranking
- SE = Special Exempt
- r = retired (Aufgabe)
- d = Disqualifikation
- w.o. = walkover
- [ ] = Match-Tie-Break

|  | Halbfinale | Halbfinale                     | Halbfinale | Halbfinale | Halbfinale |  |  | Finale | Finale                         | Finale | Finale | Finale |
|  |            |                                |            |            |            |  |  |        |                                |        |        |        |
|  |            |                                |            |            |            |  |  |        |                                |        |        |        |
|  | 1          | Maikel Scheffers Ronald Vink   | 6          | 1          | 6          |  |  |        |                                |        |        |        |
|  |            | Shingo Kunieda Stephen Welch   | 4          | 6          | 2          |  |  |        |                                |        |        |        |
|  |            |                                |            |            |            |  |  | 1      | Maikel Scheffers Ronald Vink   | 3      | 1      |        |
|  |            |                                |            |            |            |  |  | 2      | Stéphane Houdet Nicolas Peifer | 6      | 6      |        |
|  |            | Robin Ammerlaan Stefan Olsson  | 3          | 3          |            |  |  |        |                                |        |        |        |
|  | 2          | Stéphane Houdet Nicolas Peifer | 6          | 6          |            |  |  |        |                                |        |        |        |
|  |            |                                |            |            |            |  |  |        |                                |        |        |        |